# Pompín Iglesias
Alfonso Iglesias Soto, conocido como Pompín Iglesias (Bogotá, 9 de diciembre de 1926-Cuernavaca, 3 de marzo de 2007), fue un actor comediante colombomexicano. Una de sus más destacadas actuaciones fue en la serie Mi secretaria, que duró diez años al aire y en la cual acuñó la frase «¡Qué bonita familia, qué bonita familia!».
Otras producciones televisivas incluyen Cómicos y canciones, Sábados alegres, Pompinadas y Hospital de la risa. Surgió de la comedia teatral, y cuarenta de sus sesenta años de carrera los dedicó al cine, en el que debutó con la cinta De Nueva York a Huapanguillo, de 1943.

## Fallecimiento
El actor fue hospitalizado a comienzos de febrero de 2007, ya que tenía problemas respiratorios. El 3 de marzo, murió a los 80 años de edad debido a un infarto mientras dormía en su casa de Cuernavaca, Morelos.[cita requerida]

## Filmografía parcial

### Cine
| Año  | Película                                     |
| ---- | -------------------------------------------- |
| 1943 | De Nueva York a Huapanguillo                 |
| 1953 | Las cariñosas                                |
| 1956 | ¡Ay chaparros, como abundan!                 |
| 1958 | Mientras que el cuerpo aguante               |
| 1958 | Un vago sin oficio                           |
| 1959 | El Superflaco                                |
| 1961 | ¡Qué padre tan padre!                        |
| 1964 | La banda del fantasma negro                  |
| 1968 | Autopsia de un fantasma                      |
| 1978 | El patrullero 777                            |
| 1980 | Burlesque                                    |
| 1984 | Las glorias del gran Púas El padre Trampitas |
| 1988 | Pancho el Sancho                             |
| 1991 | Papito querido                               |
| 1995 | A oscuras me da risa                         |
| 2000 | Qué bonita familia: Papá 2000                |

### Televisión
| Año       | Telenovela                |
| --------- | ------------------------- |
| 1969      | Una plegaria en el camino |
| 1998      | Rencor apasionado         |
| 2002      | ¡Vivan los niños!         |
| Año       | Comedia                   |
| 1978      | Mi secretaria             |
| 1986      | Hospital de la risa       |
| 1994      | Todo de todo              |
| 1999-2002 | Cero en conducta          |

### Premios TVyNovelas
| Año  | Categoría              | Programa      | Resultado |
| ---- | ---------------------- | ------------- | --------- |
| 1985 | Mejor actor de comedia | Mi secretaria | Ganador   |